# الدعارة في روما القديمة

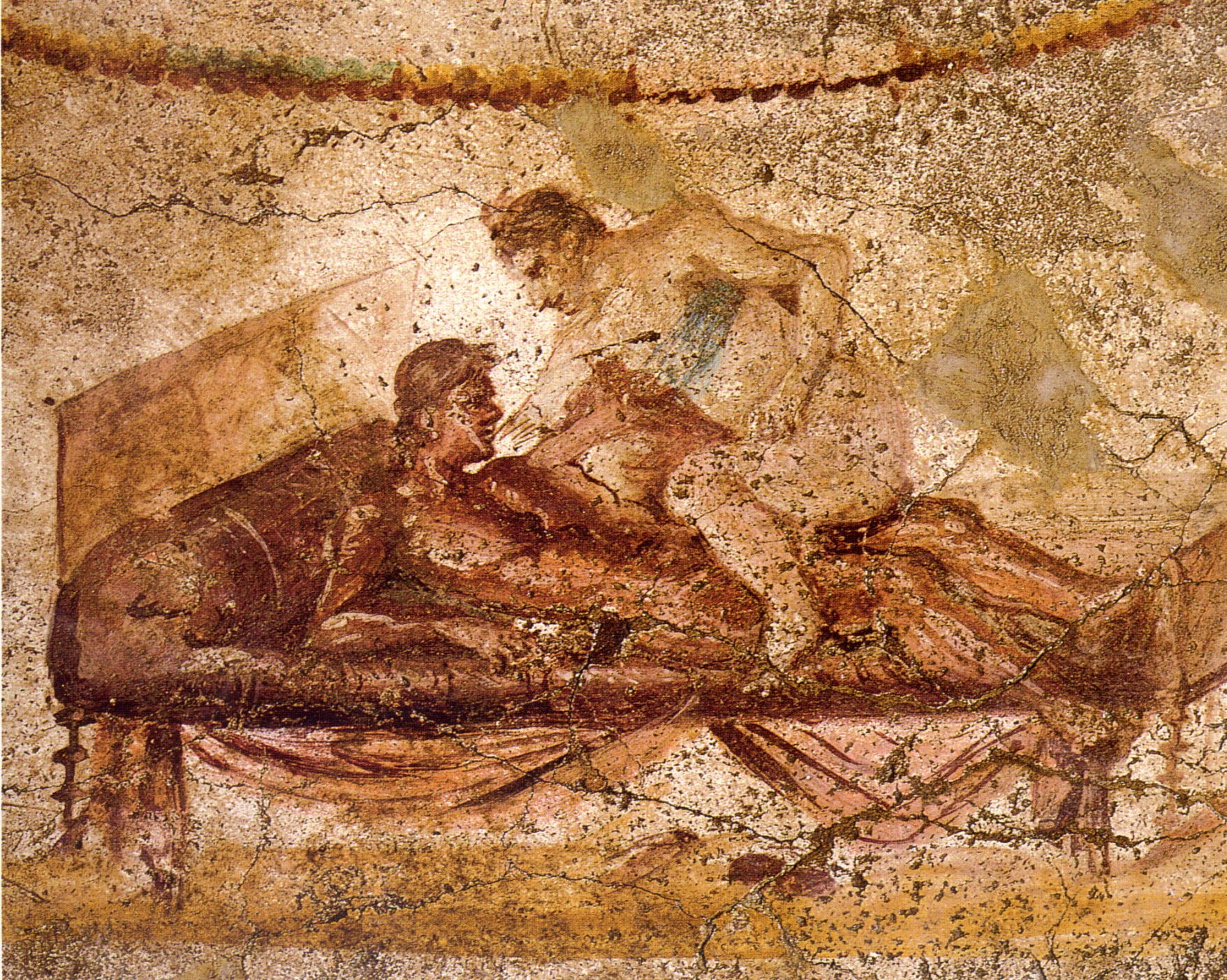
صورة في مدينة بومبي لعاهرة مع زبونها.

كانت الدعارة في روما القديمة قانونية ومرخصة. مُنح الأشخاص، بغض النظر عن وضعهم الاجتماعي، حرية إشراك بائعي الهوى من أي من الجنسين دون التعرض لعواقب أخلاقية، طالما التزموا بضبط النفس والاعتدال في تواتر ممارسة الجنس والتمتع به. كانت بيوت الدعارة جزءًا من ثقافة روما القديمة، إذ اعتُبرت أماكن شعبية للترفيه عن الرجال الرومان.
معظم بائعات الهوى كُنّ إما عبيدات أو نساء حرات. لم يكن بالإمكان تخمين التوازن بين الدعارة الطوعية والقسرية. كان جميع العبيد ملكًا خاصًا بموجب القانون الروماني، لذلك كان من القانوني للمالك توظيفهم للعمل بائعي هوى. على الرغم من أن القوادة والدعارة تُعتبران من الأنشطة المشينة والمخزية، ويُعتبر ممارسوهما أشخاصًا ذوي سمعة سيئة، بالنسبة للمواطنين، كان هذا يعني فقدان السمعة والعديد من الحقوق والامتيازات المرتبطة بالمواطنة. ربما سعى الرعاة والمستثمرون المالكون للعبيد إلى تجنب فقدان الامتياز من خلال تعيين العبيد المحررين لإدارة استثماراتهم السرية. أصبحت بعض بيوت الدعارة الكبيرة في القرن الرابع، عندما أصبحت روما مسيحية رسميًا، مناطق جذب سياحي وأصبح بعضها مملوكة للدولة.
يشير الأدب اللاتيني بشكل متكرر إلى بائعات الهوى. يذكر المؤرخون مثل ليفي وتاسيتس بائعات الهوى اللواتي اكتسبن درجة من الاحترام من خلال السلوك الوطني أو الملتزم بالقانون أو النشط. أصبحت «مومس الهاتف» إحدى شخصيات أفلام بلوتوس الكوميدية، والتي تأثرت بالعارضات اليونانيات. تقدم قصائد كتولوس وهوارس وأفيد ومارتياليس وجوفينال، فضلًا عن كتاب مغامرات ساتيريكي لبترونيوس، لمحات خيالية أو ساخرة عن بائعات الهوى. جرى توثيق ممارسات الدعارة في العالم الحقيقي بموجب أحكام القانون الروماني التي تنظم البغاء، ومن خلال النقوش، ولا سيما الكتابات على جدران بومبي. ساهم الفن المثير للجدل في بومبي وهيركولانيوم من مواقع يُفترض أنها بيوت دعارة أيضًا في ظهور الآراء العلمية حول الدعارة.

## بائعات الهوى

### اصطلاحًا
تنطوي معظم الدراسات حول الدعارة الرومانية على تسلسل هرمي اجتماعي، إذ اعتُبرت ميريتكس («المرأة التي تكسب، امرأة مدفوعة الأجر»)، بائعة هوى مسجلة من الدرجة العليا، بينما اعتُبرت سكورتوم (المُشتقة من «الخفاء والجلد») بائعة هوى شوارع من الطبقة المنخفضة الفقيرة، وأميكا «سيدة صديقة» تعبير لطيف بحت لبائعة الهوى. تقدم أمثلة من الكوميديا الرومانية أن جميع هذه المصطلحات يمكن استخدامها للإشارة إلى نفس الفرد، وتُستخدم تسلسلًا هرميًا في المؤلفات الأدبية، حيث تكون ميريتريكس الأكثر احترامًا، ولكنها تُستخدم على قدم المساواة مع مصطلح الرقيق. يُعتبر مصطلح سكورتوم إهانة في بعض الظروف ولكنه مزاح لطيف في ظروف أخرى، وأميكا مصطلحًا لطيفًا يستخدمه العملاء المراهقون الساذجون في الكوميديا الرومانية للتقليل من أهمية الأساس التجاري لعلاقتهم. لا توجد عاهرات شوارع من الطبقة المنخفضة في الكوميديا الرومانية.
في معظم الدراسات الحديثة، تُعتبر ميريتريكس المصطلح الشائع لبائعة هوى مسجلة، وفئة أعلى من العاملات بالجنس - يمكن استخدام مصطلح سكورتوم لازدراء بائعي الهوى من أي من الجنسين، وتُعتبر إدانة عندما يستخدمها الأخلاقيون الرومان. تندرج بائعات الهوى المسجلات أو غير المسجلات تحت الفئة العريضة للبروستيبولاي، «الطبقة الدنيا»؛ نادرًا ما يرد ذكر لوبا «المرأة الذئب» في الأدب ولكنها ربما كانت شائعة بين الطبقات الاجتماعية الدنيا. بالنسبة لآدامز، يشير مصطلح لوبا إلى بائعة هوى عنيفة من الطبقة المنخفضة خصوصًا وتتخذ من المقابر مقر عمل لها. يُطلَق مصطلح ليفي أو سكورتا على النساء غير المتزوجات اللواتي استولى عليهن رجال سابين بعد فترة وجيزة من تأسيس روما.
على الرغم من أن النساء والرجال على حد سواء قد يُستخدمون بائعي هوى من الذكور أو الإناث، يفوق عدد بائعات الهوى الإناث عدد الذكور بكثير، والأدلة على دعارة الإناث هي الأكثر وفرة. جاء تعريف قانوني مستقر لـ «بائعات الهوى» في وقت متأخر من التاريخ القانوني الروماني. عُرّفت بائعة الهوى بأنها شخص منحرف جنسيًا، وتتلقى أجرًا مقابل الجنس. كان التركيز الأكبر في هذا التعريف القانوني على الاختلاط وممارسة الجنس وليس الدفع. كان يُعتقد أن بائعات الهوى يفعلن ما يفعلنه لأن لديهن شهية مفرطة لممارسة الجنس، وأن ممارسي القوادة يفعلون ذلك بسبب جشعهم للمال.

### الظروف المحيطة
عملت بعض بائعات الهوى لحسابهن الخاص واستأجرن غرفًا للعمل. قد تعيش فتاة بويلا (مصطلح يستخدم في الشعر مرادفًا لـ «صديقة» أو ميريتريكس وليس بالضرورة أن يرتبط بعمر محدد) مع سيدة (لينا) أو حتى تذهب إلى العمل تحت إدارة والدتها الطبيعية، وتشير هذه الترتيبات إلى لجوء النساء الحرات إلى ممارسة الدعارة للحصول على المال، وقد تُعتبر بائعات الهوى في هذه الحالة ذوات سمعة أو درجة اجتماعية أعلى نسبيًا. قد تعمل بائعات الهوى كذلك في الحمامات أو الحانات أو في مقر ممارس القوادة، الذي يزودهن بالزبائن والحماية. عملت بعض بائعات الهوى دون مرافقة في الشوارع أو من المقابر، مع عدم وجود من يشرف عليهن، ولكنهن كُنّ الأكثر عرضة للسرقة والاعتداء وعدم القدرة على اللجوء إلى القانون. كثيرًا ما حدث لبس تجاه النساء العاديات اللواتي خرجن دون حراسة على أنهن عاهرات.
يبدو أن معظم بائعي الهوى كانوا عبيدًا أو عبيدًا سابقين. هناك بعض الأدلة على أن بائعي الهوى العبيد تمكنوا من الاحتفاظ بنسبة قليلة من دخلهم. في الإمبراطورية ككل، وبين بائعات الهوى ككل، تراوحت الأسعار بين 1 و 25 آس. كان من الممكن أن تحقق بائعة الهوى متوسط دخل يومي قدره 10 آس، شاملة الرسوم المستحقة لقوادها أو بيوت الدعارة؛ تراوحت الأسعار في بومبي بين 2 و20 آس. لا يُعرف بالضبط ما هي الخدمات التي قُدمت مقابل هذه المبالغ؛ ولا مركز المرأة المعنية. وفقًا للبعض، فإن أقل دفعة -مقابل خدمة غير محددة- كانت «ضئيلة». بالنسبة لخدمات المهنيين من الطبقة العليا، لا يوجد حد أعلى واضح. يُقال إن ثروة الديكتاتور سولا تأسست من العمل في مجال الدعارة عالية المستوى. يعود مجاز «العاهرة السخية» إلى أسطورة مؤسسة روما، والتي اعتُبرت هدية الأسطورة أكا لارنتيا للأرض للشعب الروماني، والتي اكتسبتها خلال السنوات التي عملت فيها ميريتريكس. تاريخيًا، لم تكسب معظم بائعات الهوى سوى القليل، مقارنة بقوادها ومالكيها.
كانت بعض بائعات الهوى من بين أغنى نساء روما وأكثرهن نفوذًا. في عام 49 قبل الميلاد، تعرض شيشرون للفضيحة في بومبي، على الرغم من أنه رجل متزوج، سمح لعشيقته سيثيريس، وهي عبدة سابقة وممثلة تحولت إلى بائعة هوى، بشغل مقعد الشرف المخصص للأسرة. في سياق الشعر الذي ألّفه أوغستان، يرى ريتشارد فرانك سيثيريس نموذجًا للنساء «الساحرات والفنيات والمتعلمات» اللواتي ساهمن في وضع معيار عاطفي جديد للعلاقات بين الذكور والإناث التي أوضحها أوفيد وآخرون في قصائدهم المثيرة؛ والتي سُردت في حفلات العشاء ذات المستوى المرموق في المجتمع الروماني. بعد مئة وعشرين عامًا، وصف سوتونيوس كيف قدمت فيها عشيقة الإمبراطور فيسباسيان، العبدة السابقة والموهوبة والحرة أنطونيا كينيس، قبلات عائلية لتحية أبنائه. قبّل الابن الأكبر، تيتوس، أنطونيا بلباقة. رفض الأصغر، دوميتيان، تقبيلها وقدم يده بدلًا من ذلك. ذكر سوتونيوس ذلك مثالًا على غطرسة دوميتيان ووقاحته التي لا تطاق.

### السمعة والتسجيل والضرائب
كان بائعو الهوى «أشخاصًا سيئي السمعة»، وتعرضوا للعار الاجتماعي بسبب مهنتهم غير العفيفة. امتلكوا القليل من الحقوق، وحماية قليلة أو معدومة بموجب القانون. كانوا مُعرضين للعقاب الجسدي. لم يتمكنوا من الإدلاء بشهادتهم في المحكمة، ومُنع الرجال والنساء الرومان من الزواج بهم؛ نظرًا لأن فقدان العفة لا يمكن إصلاحه، فإن عفتهم ستكون سيئة الحال مدى الحياة. معظم بائعات الهوى والقوادين كانوا عبيدًا أو عبيدًا سابقين، دون مكانة اجتماعية أو سمعة يخسرونها؛ كان القوادون مروجين للحم البشري والمتعة الحسية. شملت قائمة الأشخاص سيئي السمعة ممثلين ومصارعين، مارسوا الأفعال والخدمات الجنسية؛ وافترض الرومان أن الممثلين والراقصين والمصارعين متاحون لتقديم خدمات جنسية مدفوعة الأجر. لا يمكن أحيانًا تمييز بائعات الهوى في السجل التاريخي عن الممثلات وفناني الأداء الآخرين.
كان على المهنيين التسجيل لدى قضاة المناطق الحضرية الذين شملت واجباتهم تنظيم لودي (المسابقات العامة)، وصيانة الشوارع والأضرحة والمباني العامة، وإنفاذ النظام العام. سعى حكام سلالة جوليان إلى إعادة ترسيخ الأسبقية الاجتماعية ومستويات السكان وإعادة الكرامة للطبقات الحاكمة في روما بعد فوضى الحرب الأهلية. جعلت القوانين الجديدة الدولة الإمبراطورية مسؤولة عن الأمور التي تدار تقليديًا داخل أسر المواطنين على أنها قيم (حق واحد، حق عرفي). عاقبت القوانين على العزوبة، وعززت الزواج والحياة الأسرية، وكافأت الأزواج الذين أنجبوا العديد من الأطفال، وعاقبت الزنا بالإهانة والنفي. حُظر الزواج بين المواطنين الذكور وبائعات الهوى العاملات أو المتقاعدات. حظر مرسوم لارينوم التدهور العام للأرستقراطيين وأقاربهم للجيل الثالث والتي شملت أفراد الأسرة المنشقين الذين سعوا لكسب لقمة العيش «بأجسادهم» بالعمل في «الدعارة» علانية على خشبة المسرح أو في الساحة أو في المنافسة في السيرك مقابل التصفيق أو المال. نفى أغسطس ابنته جوليا بموجب هذه القوانين بسبب عصيانها الواضح وخيانتها وممارستها للزنا باستمرار؛ خلافًا لذلك، كانت آثار التشريع المناهض للزنا محدودة، ويبدو أنها اقتصرت على النخبة الحاكمة فقط.